# 五台山道路
五台山道路（ごだいさんどうろ）は、高知県の高知市一宮（いっく）から同市五台山を結ぶ「高知県道44号高知北環状線」と「高知県道376号高知南インター線」からなる道路の通称である。

## 概要
現在、この道路は、高知東部自動車道（高知南国道路）の高知JCT - 高知南IC間の一般道路部分として機能している。なお、当該区間の自専部は、ネットワーク整備を重点的に置いているため、高知南IC - 高知龍馬空港IC間が開通してから本格的な工事に入る。なお、当該区間の用地買収は完了している。

## 沿革
自専部については、高知東部自動車道、高知南国道路を参照。
- 1998年（平成10年） : 高知市一宮 - 高知市高須新町 間開通。
- 2002年（平成14年） : 高知市高須新町 - 高知市五台山 間開通。これにより全面開通。
- 2015年（平成27年）1月14日　：高知市高須新町 - 高知市五台山 間4車線化。

## 車線数
- 高知市一宮 - 高知市五台山 : 4車線

## 接続する道路
- 高知自動車道高知IC
- 高知県道384号北本町領石線
- 国道195号（あけぼの街道）
- 高知県道374号高知南国線（大津バイパス）
- 国道195号（電車通り）
- 国道32号（南国バイパス）

## 五台山トンネル
2002年に供用開始された。2015年1月、当道路の2本目のトンネルが開通し、全線4車線化された。なお、最終的に自専部も完成4車線であるため最終的に4本のトンネルができる予定である。